# Chácara das Pedras
Chácara das Pedras é um bairro nobre na zona leste da cidade de Porto Alegre, capital do estado brasileiro do Rio Grande do Sul. Predominantemente residencial, foi criado oficialmente pela Lei Ordinária n° 2.022 de 7 de dezembro de 1959, e teve seus limites redescritos pela Lei Municipal nº 12.112, de 22 de agosto de 2016, mantendo praticamente o mesmo território original. O bairro faz parte da região de planejamento 4 - leste e nordeste.
Em 2019 o bairro contava com: 6.668 habitantes, distribuídos por seus 108,5 hectáres, com uma densidade populacional de 6.145,62 hab./km². A taxa de analfabetismo do bairro era de 0,38%, acentuadamente menor que o índice geral de Porto Alegre que era de 3,86%. A renda média era de 11,55 salários mínimos por domicílio. O seu Índice de Desenvolvimento Humano Municipal é de 0,958, levemente elevado em comparação o índice de 0,805 da cidade.
Distante cerca de 7km do Centro Histórico, a Chácara das Pedras é limitada, ao norte, pela Avenida Nilo Peçanha e, ao sul, pela Avenida Protásio Alves — duas vias bastante movimentadas que conectam a área central com a zona leste da cidade e com Viamão.

## Região de Planejamento e OP
A Chácara das Pedras está situada dentro da "Região Geral de Planejamento Quatro" (RGP-4), uma das oito Região de Gestão do Planejamento de Porto Alegre. Cada região reúne um grupo de bairros com afinidades entre si, com a RGP-4 possuindo dez bairros ao todo.
A RGP-4 abriga duas Regiões do Orçamento Participativo (OP): a Região Leste (que inclui, além da Chácara das Pedras, os bairros Bom Jesus, Jardim Carvalho, Jardim do Salso, Morro Santana, Três Figueiras e Vila Jardim) e a Região Nordeste (composta unicamente pelo bairro Mário Quintana). 

## Histórico

### Séculos XVIII e XIX
No século XVIII, durante o Brasil Colônia, o território do atual bairro Chácara das Pedras fazia parte da extensa Sesmaria de Sant'Anna, concedida pela Coroa Portuguesa ao madeirense Jerônimo de Ornelas em 1740, que estabeleceu a sede da grande propriedade nos altos do Morro Santana, a sudeste da Chácara das Pedras. 
No entanto, por várias décadas, a região da Chácara das Pedras permaneceu desabitada e vocacionada apenas para atividades rurais, diferentemente do núcleo urbano do Centro Histórico. As primeiras ocupações do bairro remontam ao final do século XIX e, deste período até as décadas de 1940 e 1950, a região continuou comparativamente pouco habitada e tida como periférica. 

### Século XX

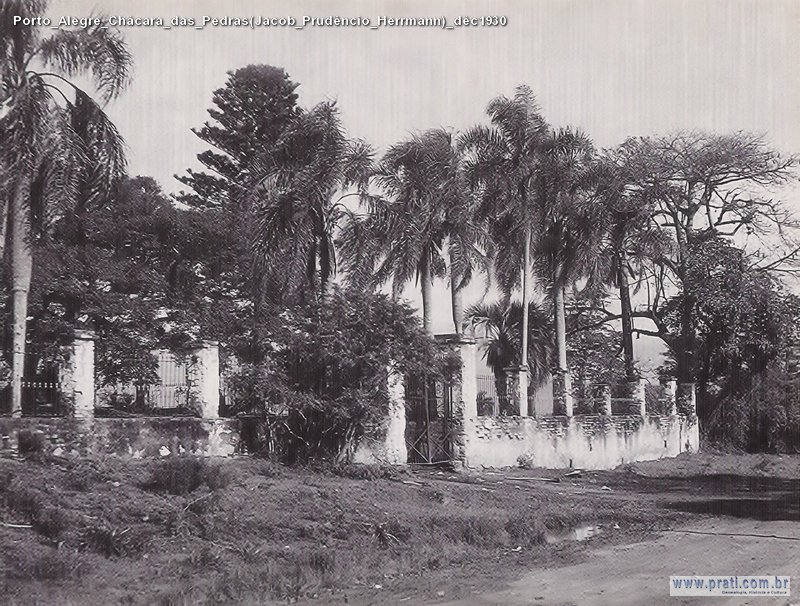
Antiga propriedade no bairro na década de 1930, por J. P. Hermann.

Em meados da década de 1930, o fotógrafo amador Jacob Prudêncio Herrmann (1896-1967) registrou em sua câmera o muro de uma chácara em uma estrada de chão batido, na área do bairro Chácara das Pedras, então uma zona sem urbanização.
Foi no período descrito como "metropolização" (1945-atual) pelas urbanistas Célia Ferraz de Souza e Dóris Maria Müller (autoras do livro "Porto Alegre e Sua Evolução Urbana") que a Chácara das Pedras começou a se desenvolver, com o surgimento de loteamentos residenciais de baixa densidade, que se intensificaram sobretudo nas décadas de 1970 e 1980, e consequente demanda por melhorias em sua infraestrutura. 
Em junho de 1949, uma sessão da Assembleia Legislativa do Estado indicou a sugestão para que o Executivo providenciasse a abertura de poços artesianos nas vilas Bom Jesus e Chácara das Pedras., o que evidenciava um problema crônico quanto ao abastecimento de água à população dos bairros. Em julho de 1950, a Câmara de Vereadores solicitou ao Executivo municipal que fornecesse água em pipa para os referidos bairros.
Em julho de 1951, o "Serviço de Cinema" do SESI percorreu a Chácara das Pedras, instalando um cinema a céu aberto na esquina da Rua Matias José Bins com a Rua. Dr. Rodrigues Alves.
Em julho de 1955, foi criado um novo ponto de partida para a linha de ônibus Chácara das Pedras-Petrópolis, situado na Travessa Mário Cinco Paus, aos fundos da Edifício Intendente Montaury (chamado então de "Nova Prefeitura").
Em março de 1956, foi aprovada pela Câmara de Vereadores a criação de um grupo escolar no bairro. Em julho daquele ano, o SESI promoveu em seu antigo Centro Assistencial no bairro Chácara das Pedras (Rua Matias Bins, n° 1410) um curso popular de corte e costura voltado para mulheres.
Em julho de 1956, o vereador Ary Lima apresentou uma série de reivindicações ao poder público municipal, para melhorar o transporte, a iluminação, o fornecimento de água e o policiamento nas vilas Chácara das Pedras, Jardim e Bom Jesus, as quais, segundo ele, formavam "um dos núcleos mais importantes da cidade", composto "exclusivamente de trabalhadores" e que "verdadeiramente deveriam ser uma só (vila), porque se confundem". Denunciou ainda a existência nas localidades de ruas "intransitáveis" e de sangas, que exigiam, em sua visão, terraplanagem.
Em outubro de 1957, foi criado o "Centro Pró-Melhoria das Vilas Bom Jesus e Chácara das Pedras", uma entidade fundada para congregar os moradores dos dois núcleos urbanos, ambos situados "nos altos do Petrópolis", e para propugnar por reivindicações junto ao poder público. O memorial do Centro, entregue ao então prefeito Leonel Brizola, teve a assinatura de seus presidente, vice-presidente e secretário (Mário Cruz, Therézio Meirelles e Paulo Sokolov).
Em março de 1958, o então secretário municipal de Água e Saneamento, o engenheiro Mário Maestri, anunciou que os trabalhos para lançar as canalizações de água na Vila Chácara das Pedras começariam assim que a rede da Vila Bom Jesus, então atendida pela hidráulica da Lomba do Sabão, fosse finalizada. Em dezembro daquele ano, contudo, foi finalizada definitivamente a construção da Hidráulica de São João (hoje EBAB São João), então com capacidade de 78 milhões de litros diários (superior à Hidráulica do Moinhos de Vento), que passou a atender diversos bairros, incluindo a Chácara das Pedras.
Em 1959, a vila Chácara das Pedras foi oficializada como bairro oficial da cidade, através da Lei Ordinária n° 2.022 de 7 de dezembro de 1959. O nome do bairro, segundo o cronista Ary Veiga Sanhudo, se deu em função do grande número de pedras que existiam em uma chácara, anterior ao seu parcelamento. 
Em 1963, a Sociedade Amigos do Bairro Chácara das Pedras reunia-se em sua sede provisória, no Grupo Escolar Monsenhor Leopoldo Hoff, na Rua João Paetzel.
Em dezembro de 1964, faltando apenas um voto contrário, a Câmara Municipal acolheu o veto do então prefeito, Célio Marques Fernandes, a um projeto de lei do legislativo que denominava ruas do loteamento da "Chácara das Pedras", porque o projeto urbano não havia sido entregue à prefeitura.
Em dezembro de 1965, o bairro foi contemplado com mais verbas para construção de redes de abastecimento de água.

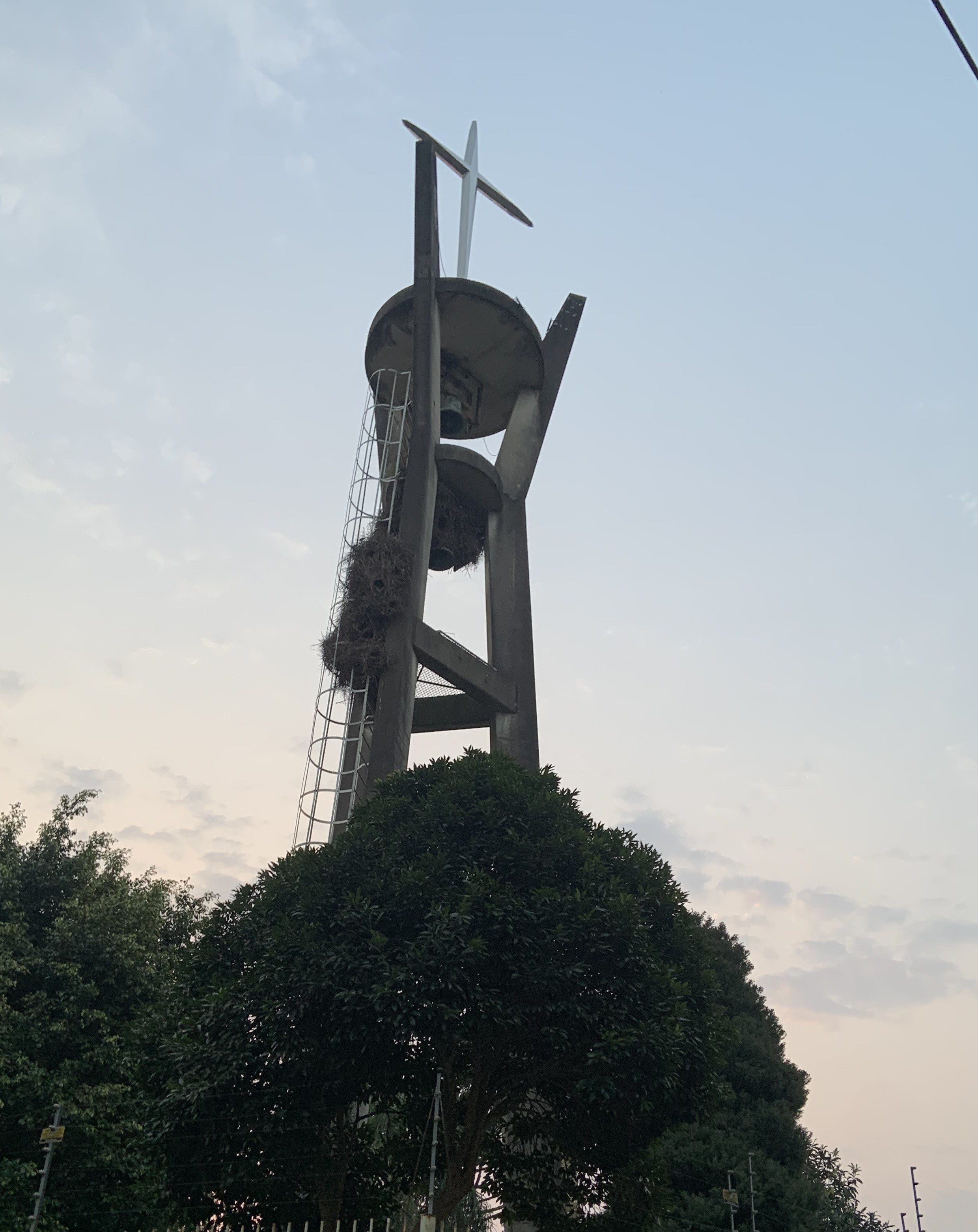
A torre da Paróquia Nossa Senhora do Perpétuo Socorro.

Em 1967, foi construída a Paróquia Nossa Senhora do Perpétuo Socorro, situada na Rua Estácio de Sá, n° 394, o único templo católico do bairro, erguido em estilo pós-modernista.
Em 1970, o Grupo Escolar Monsenhor Leopoldo Hoff foi contemplado pela prefeitura, na gestão de Telmo Thompson Flores, com 151 mil cruzeiros para a construção de um prédio em alvenaria, erguido pela firma Rocha, Freitas e Seben Ltda.
Em março de 1980, a antiga CRT - Companhia Riograndense de Telecomunicações inaugurou estações centrais telefônicas no bairro.
Em abril de 1983, a inauguração do Iguatemi Porto Alegre (hoje parte do bairro Jardim Europa), o segundo shopping da Região Sul do Brasil, em um quarteirão de 100 mil m², impulsionou mais ainda o desenvolvimento da região e, consequentemente, o da Chácara das Pedras, bem como contribuiu para o aumento do valor venal dos imóveis ali localizados, convertendo a Chácara das Pedras, nos últimos anos, em um bairro nobre da cidade.
Em 1985, com a falência do Banco Sulbrasileiro, a sua agência da Chácara das Pedras, no n° 4780 da Avenida Protásio Alves, foi fechada.
Em 18 de agosto de 1986, foi fundada a "Associação de Moradores e Amigos do Bairro Chácara das Pedras".

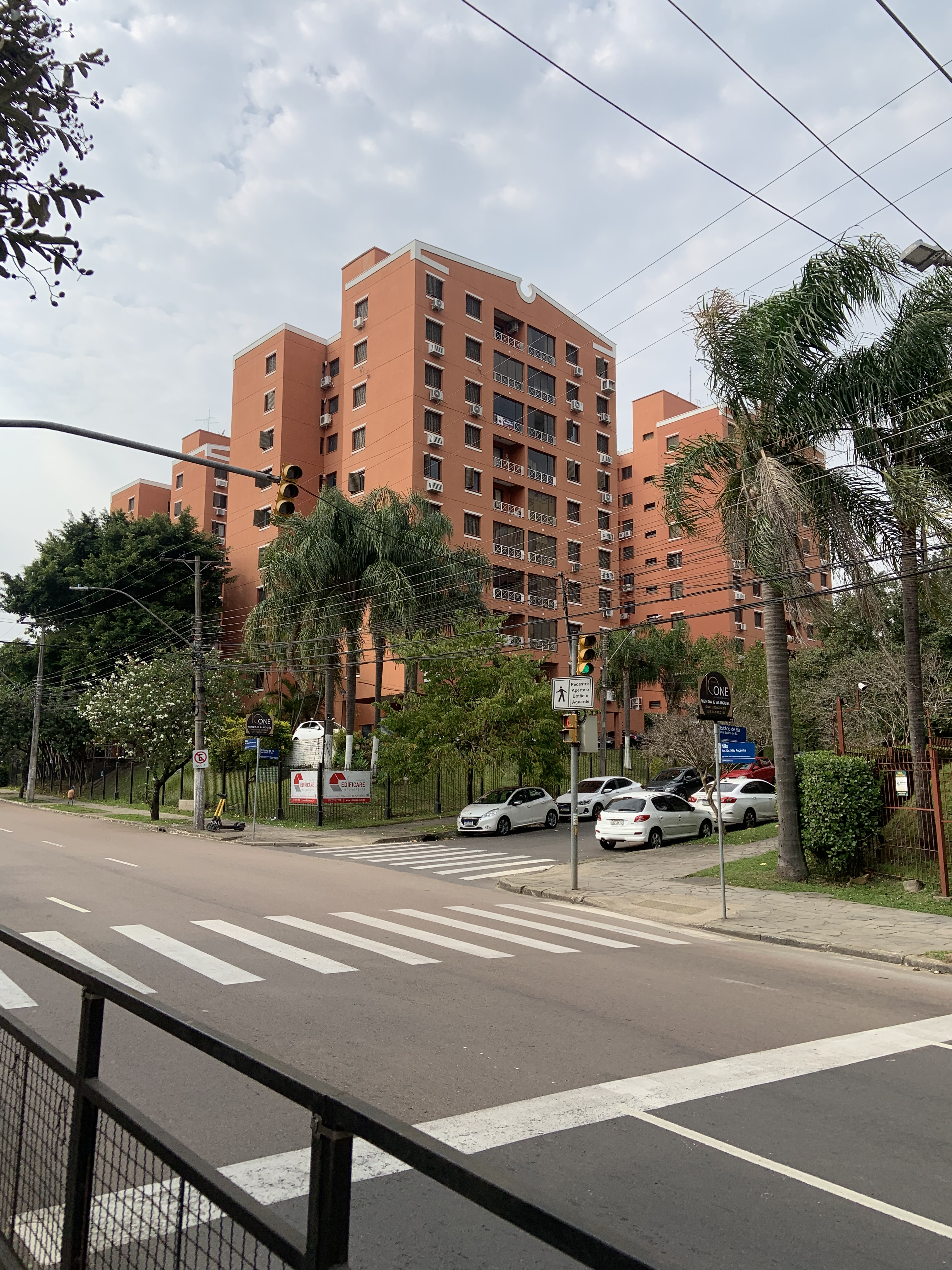
Prédio residencial dos anos 90 na Av. Nilo Peçanha, esquina com a rua Estácio de Sá.

Na década de 1990, vários prédios residenciais verticalizados e altos começaram a surgir ao longo da principal avenida que corta o bairro, a Avenida Nilo Peçanha, de maneira que o bairro foi deixando de ser composto apenas por casas unifamiliares.

### Século XXI
Nos dias de hoje, a Chácara das Pedras configura como um bairro nobre e predominantemente residencial de Porto Alegre, loteado sobretudo nas décadas de 1960 e 1970. Possui um ótimo e diversificado comércio, presente em muitas antigas residências que foram convertidas em lojas, mercados, escritórios, firmas, etc. As classes sociais predominantes na Chácara das Pedras são a média e a alta.  

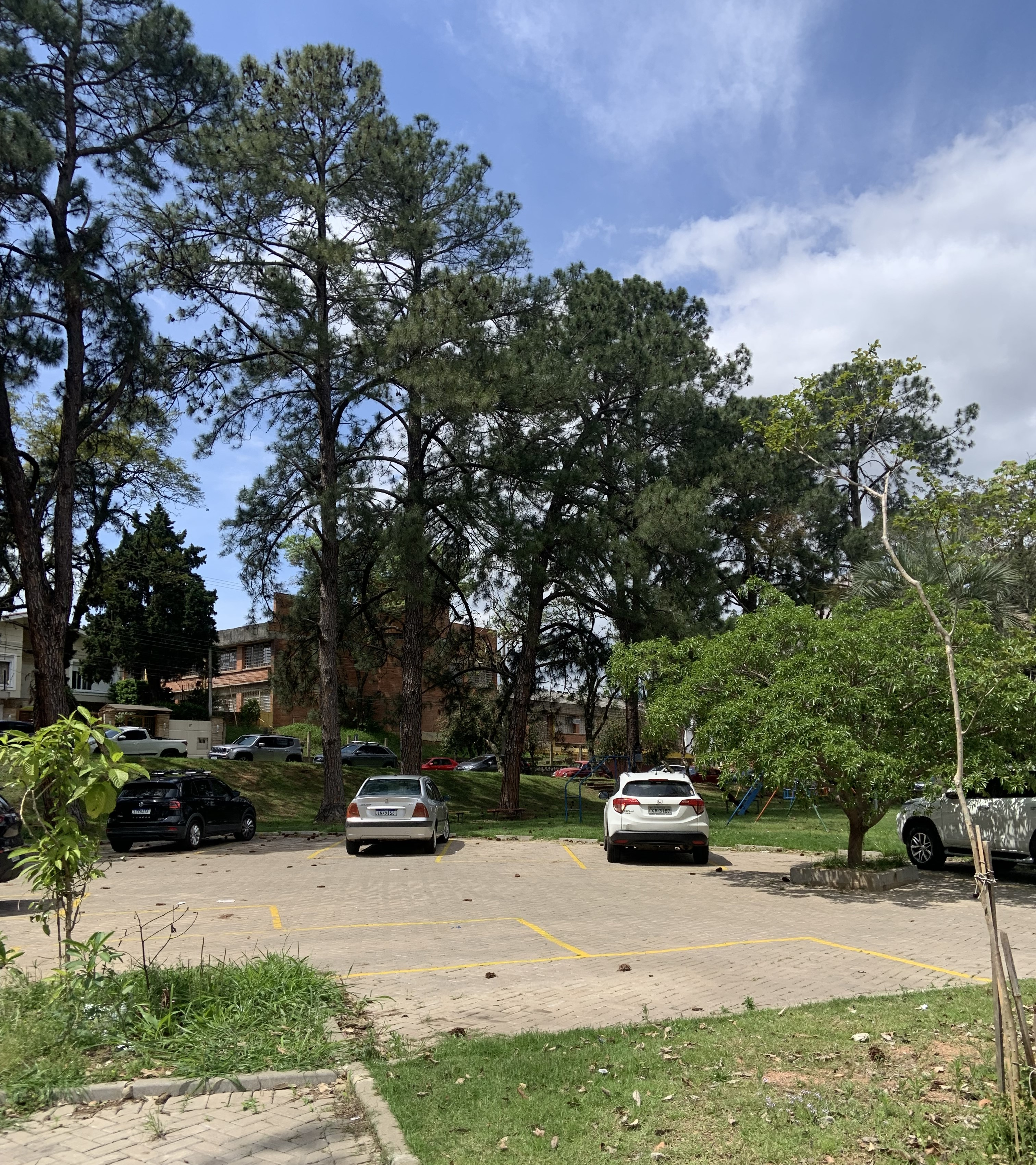
Estacionamento na praça Dr. Celso Luft, na Avenida Teixeira Mendes.

Possui diversas praças e ruas arborizadas, algumas das quais possuem passagens de pedrestres interligando umas as outras.
Em março de 2016, comerciantes do bairro organizaram a primeira edição do Dia de São Patrício (Saint Patrick's Day), em trecho da Rua Dr. Prudente de Moraes.
Ainda em 2016, inaugurou-se no bairro a Vinícola Urbana Ruiz Gastaldo (na Avenida José Gertum, 430), criada por duas famílias e reconhecida como a primeira vinícola urbana do Brasil, cujas uvas pré-selecionadas são processadas longe dos vinhedos e onde visitantes podem acompanhar a elaboração e a degustação.. Alguns de seus vinhos possuem nos rótulo uma homenagem a cartões postais da cidade, e um deles homenageia a própria Chácara das Pedras.
Em agosto de 2023, um grupo de empresários do bairro se organizou para solicitar à prefeitura a construção de um estacionamento pavimentado na praça Celso Pedro Luft, o que acabou feito por meio de licitação e recebeu recursos de emenda parlamentar impositiva municipal no valor de R$ 107 mil.

### Zoneamento

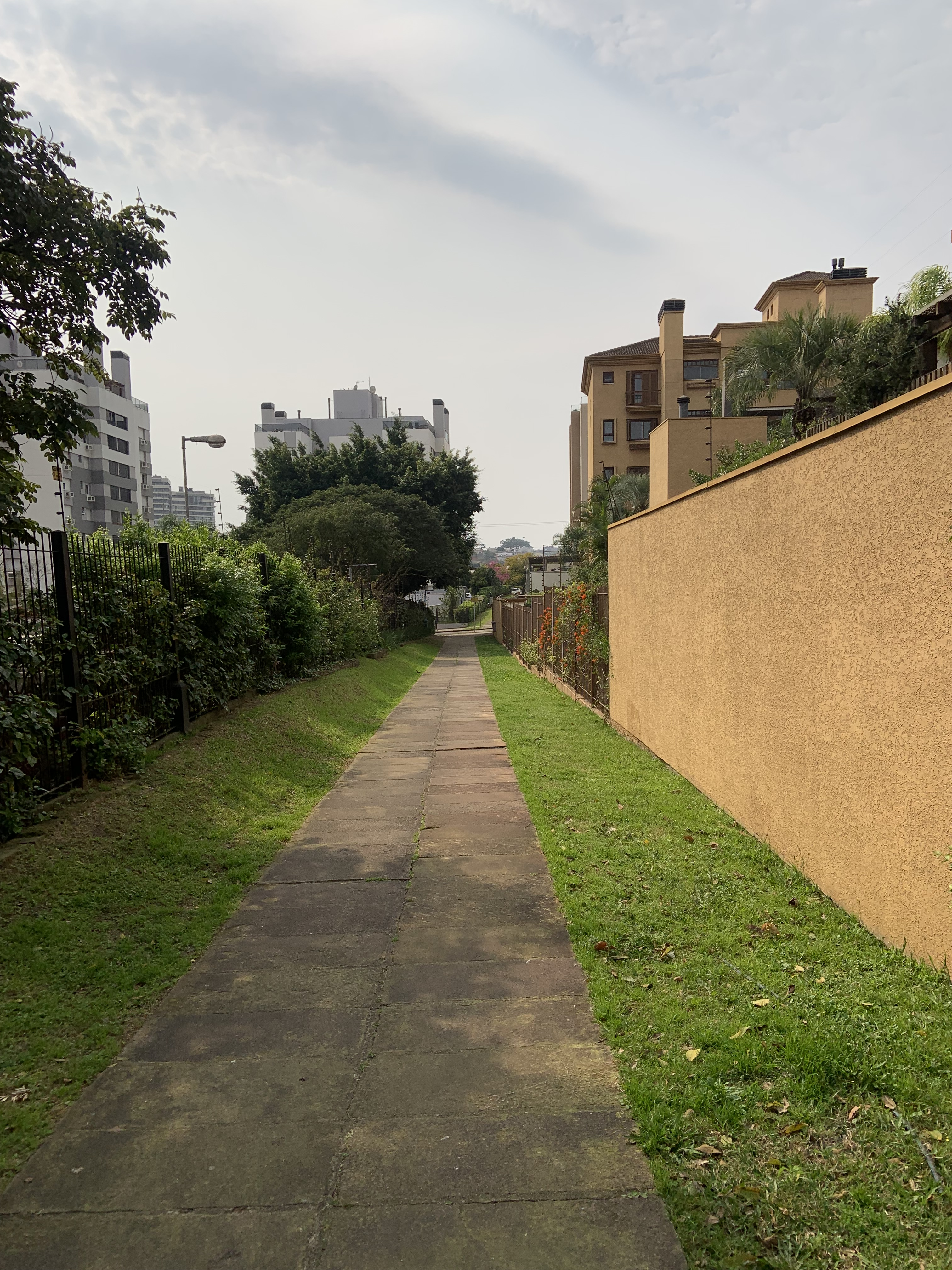
Passagem entre as ruas Ulisses Cabral e Estácio de Sá.

Ainda que a Chácara das Pedras possua prédios elevados, sobretudo junto às grandes avenidas, a maior parte de sua ocupação apresenta ainda baixa densidade, e o entorno do bairro como um todo continua em expansão com lançamentos imobiliários, muito em virtude dos shopping centers do bairro vizinho, o Jardim Europa, um dos mais valorizados da cidade. 

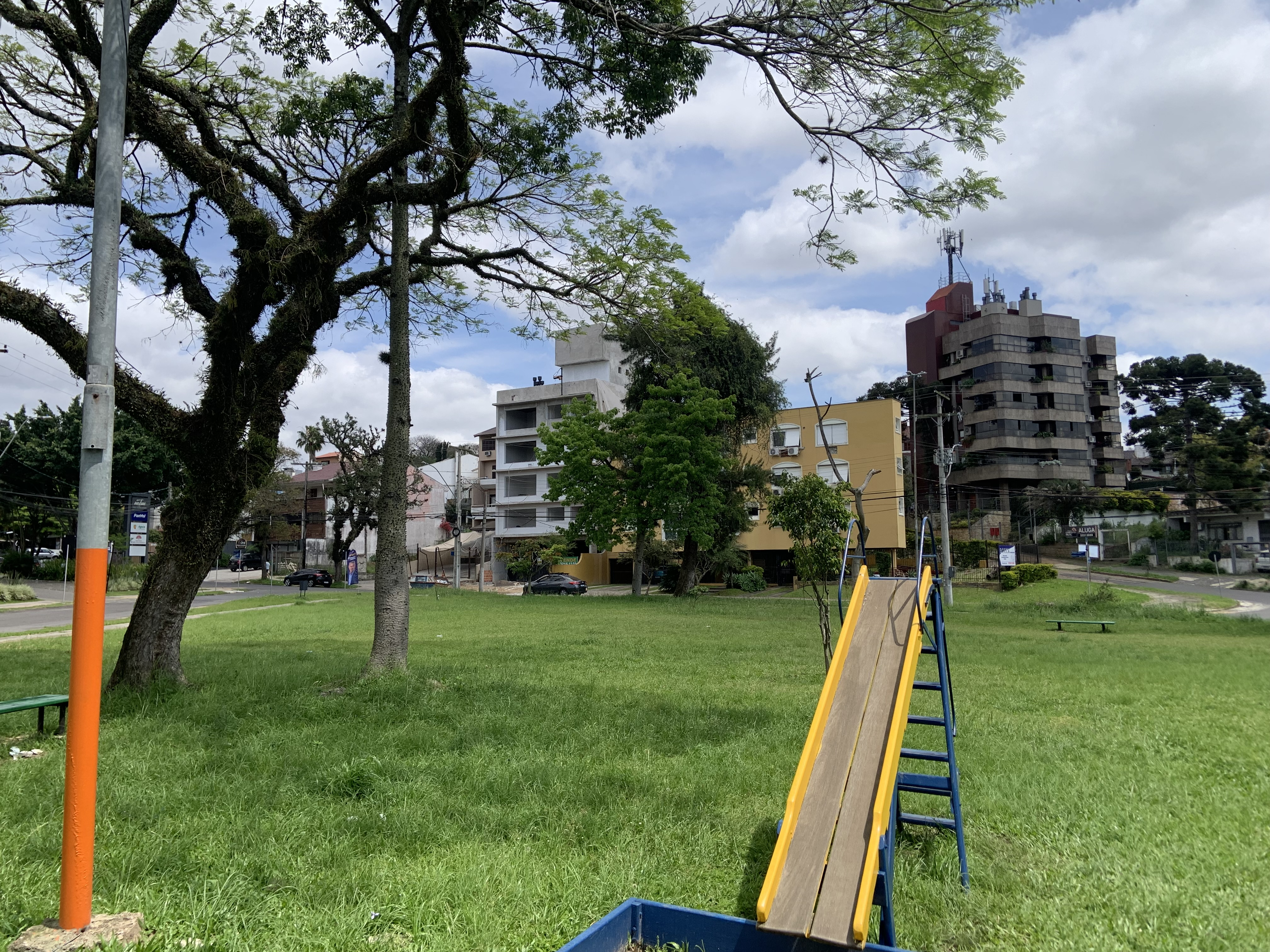
Praça Lima Duarte e prédios residenciais baixos circundantes.

Em outubro de 2022, durante a Exposição da Revisão do Plano Diretor de Porto Alegre (cujo projeto de lei estava previsto para o segundo semestre de 2023 e, depois, em 2024), o qual teve participação aberta da população, a AMACHAP – Associação dos Moradores e Amigos da Chácara das Pedras manifestou o desejo dos moradores de querer preservar no bairro suas "características de casas residenciais".
Em julho de 2024, o Ministério Público do Rio Grande do Sul pediu à Justiça a paralisão de um empreendimento imobiliário vertical na Chácara das Pedras, com a proposta de "casas suspensas", e ajuizou uma ação civil pública contra o Município por permitir a construção de um condomínio em desconformidade com o plano diretor, sem obedecer os limites da legislação urbanística quanto à altura, ao porte e à quantidade de unidades naquela zona do bairro, que foram excedidos.

## Educação

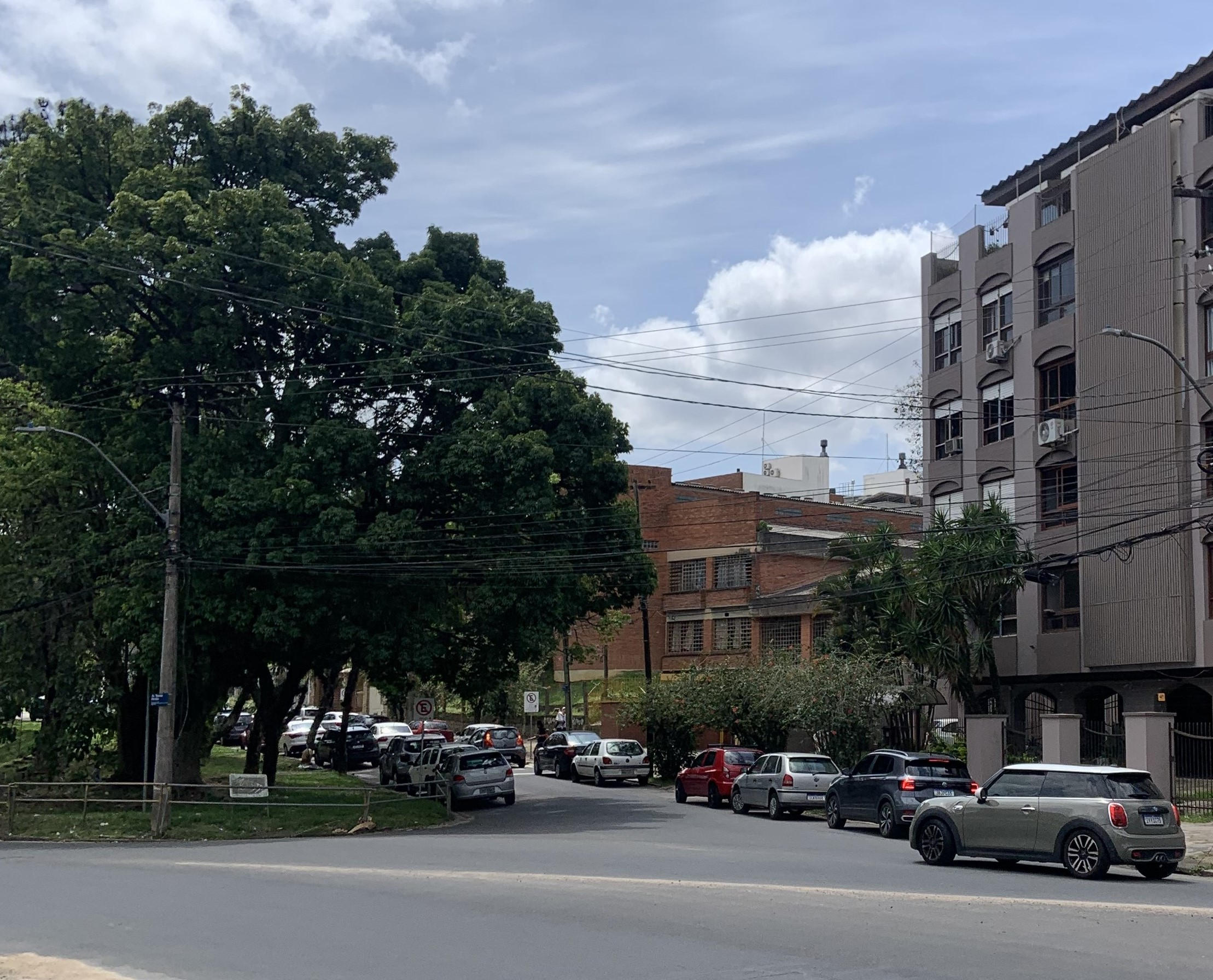
Vista da EEEF Prudente de Morais.

A Chácara das Pedras conta com duas escolas públicas: a Escola Estadual de Ensino Básico Monsenhor Leopoldo Höff (antigo Grupo Escolar Monsenhor Leopoldo Höff), situada na Rua Moema, n° 255, e a Escola de Ensino Fundamental Dr. Prudente de Moraes (antiga Escola de 1° Grau), situada na Rua Dr. Prudente de Moraes, n° 27. 
A E.E.E.B. Monsenhor Leopoldo Höff — nomeada em homenagem ao sacerdote que foi vigário da Paróquia Nossa Senhora Auxiliadora e diretor do coro da Catedral Metropolitana — concentra grande número de alunos oriundos do bairro vizinho Bom Jesus, o qual apresenta menor poder aquisitivo e famílias sob situação de vulnerabilidade social. Em 2017, tendo aderindo ao programa estadual Escola Melhor-Sociedade Melhor, a instituição obteve doações do Tribunal de Justiça do Rio Grande do Sul.

## Segurança e criminalidade

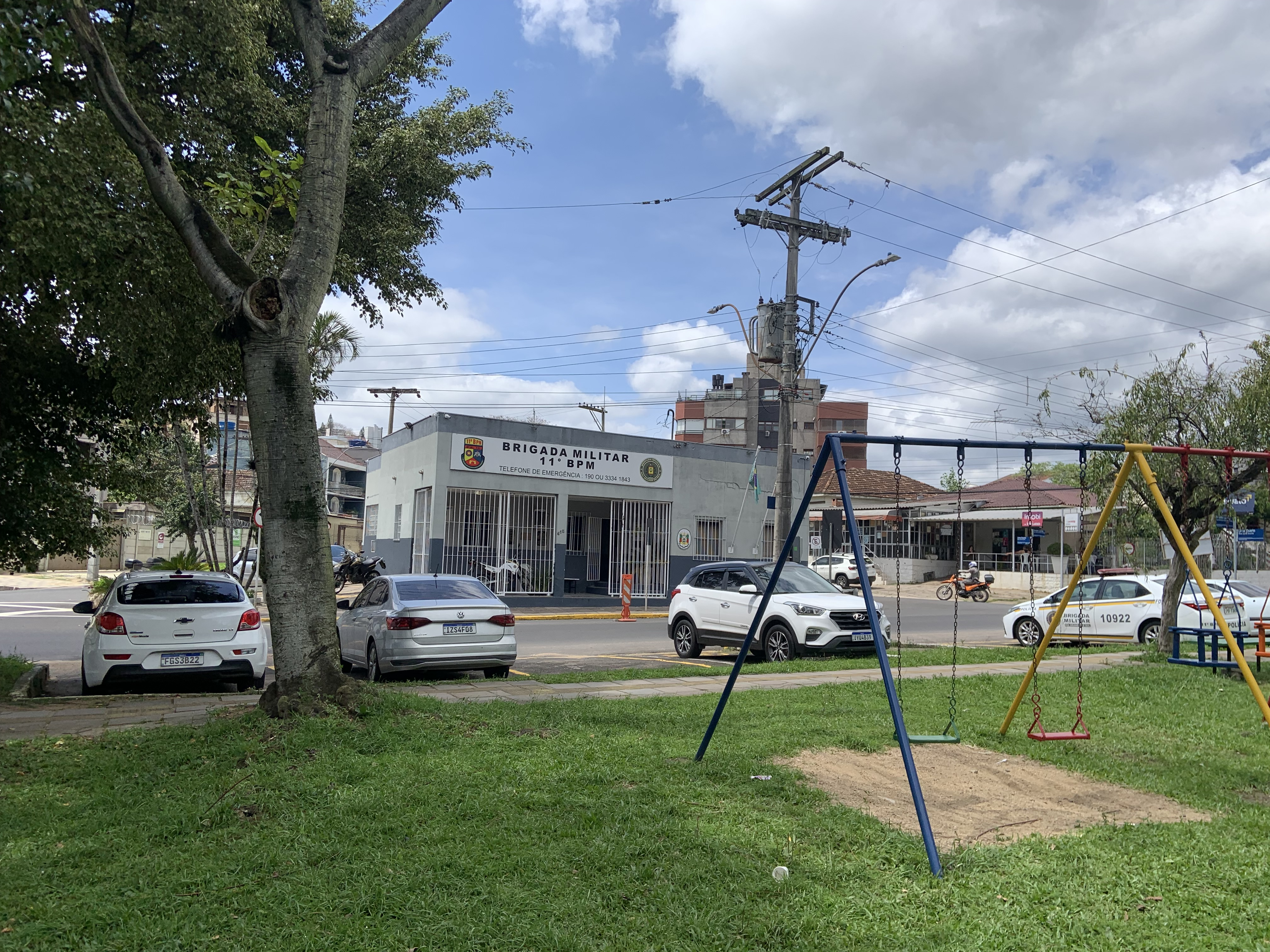
Base do 11° Batalhão da PM, em frente à Praça Lima Duarte.

O bairro conta com uma base de apoio do 11º Batalhão de Polícia Militar, chamada "Companhia Chácara das Pedras", situada em frente à Praça Lima Duarte, na Rua Dr. Ernesto Ludwig, sem número. Além disso, como em muitos bairros residenciais da cidade, a Chácara das Pedras conta com empresas de segurança motorizada, pagas por moradores para rondas de vigilância e que dispõem de guaritas situadas em esquinas. 
Apesar de a violência urbana ser considerada alta em Porto Alegre, o bairro Chácara das Pedras, tal qual as Três Figueiras, é um bairro onde não há um volume significativo de registro de crimes de alto potencial ofensivo, como homicídios e assaltos, conforme dados do 11º Batalhão de Polícia Militar. Porém, a ocorrência de furtos, arrombamentos e depredações a locais comerciais, em especial durante a madrugada, aumentou em junho de 2023, o que levou o 11° Batalhão a intensificar o policiamento em praças e ruas nesse período, após mobilização e cobrança de comunidade dos bairros citados.
Em janeiro de 1990, foi criada a Associação Comunitária Pró-Seguranca do Bairro Chacara das Pedras.
Em novembro de 2012, um coronel reformado do Exército e ex-integrante do DOI-CODI no Rio de Janeiro, Júlio Miguel Molinas Dias, foi assassinado a tiros dentro de seu veículo, que foi roubado, em frente à sua casa no bairro Chácara das Pedras, na Rua Ulisses Cabral. Um ano após o crime, a Justiça condenou dois policiais do 11° Batalhão de Polícia Militar pelo latrocínio.
Em dezembro de 2017, a política Maria do Rosário (PT-RS) e seu marido Eliezer Pacheco, moradores do bairro, foram assaltados por três homens e tiveram seu carro roubado enquanto entravam em sua residência. Poucos dias depois, a polícia encontrou o veículo a 3 km do local do crime, no Morro Santana.

## Drenagem urbana

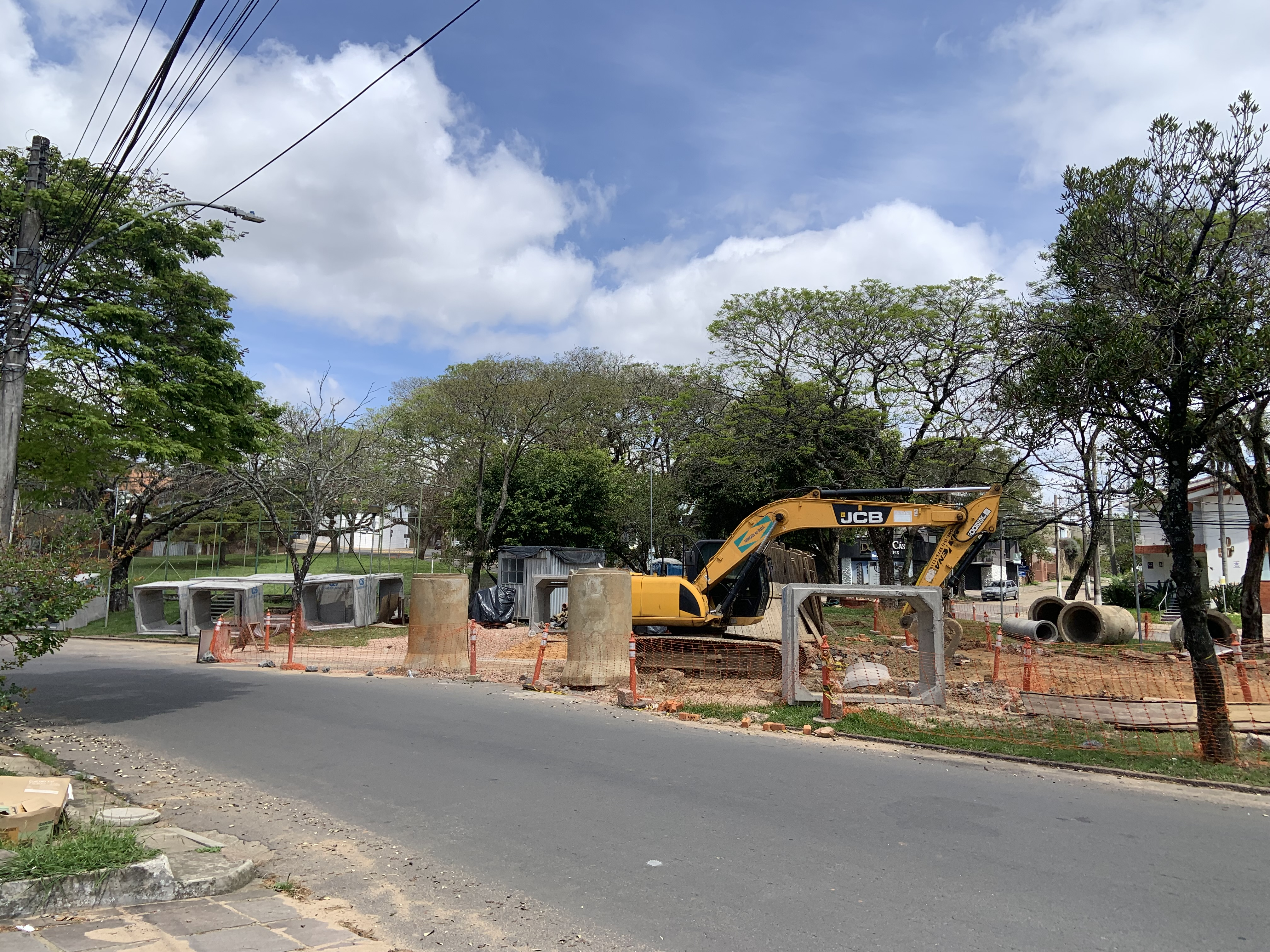
Obras de rede pluvial na Avenida Teixeira Mendes.

Dotado de planícies e pequenas elevações, o bairro se situa dentro da bacia hidrográfica do Arroio da Areia, que sofreu grandes obras de canalização subterrânea para compor a rede de macrodrenagem da região, a qual passou por um rápido processo de urbanização no século XX. Em razão disso, a drenagem urbana se tornou uma questão crítica, que causou mortes em razão de alagamentos, de maneira que a prefeitura elaborou, em 2005, o Plano Diretor de Drenagem Urbana da Bacia do Arroio da Areia para intervenções de amortecimento.
Por meio do plano, algumas praças do bairro, além de servirem de área verde de lazer à população, abrigam estruturas que compõem o seu sistema de macrodrenagem urbana. É o caso da Praça Dr. Celso Luft, na Avenida Teixeira Mendes, em que foram construídas, no ano de 2010, galerias pluviais de concreto armado para compor uma bacia de amortecimento e detenção com capacidade para 5 milhões de litros, sobre a qual foram instaladas duas quadras esportivas. Em um período de vinte anos, pelo menos quatro pessoas faleceram em razão dos alagamentos na Avenida Teixeira Mendes. Em outubro de 2013, a Praça Joaquim Leite também recebeu o mesmo modelo de reservatório. Em 2019, na Praça Dr. Lopes Trovão, foi construído um grande reservatório subterrâneo (R1) com capacidade 6 mil m³ de água para evitar alagamentos nas Avenida General Barreto Viana e na Rua João Paetzel.
Em novembro de 2015, após uma grande chuva, a Avenida Dr. Nilo Peçanha e a Rua Múcio Teixeira sofreram um grande alagamento, com correnteza que arrastou carros e os fez flutuarem e caírem em bueiros, e uma grande cratera abriu na referida avenida.

## Saneamento
Quanto ao abastecimento de água, a Chácara das Pedras é hoje atendida por dois dos seis sistemas de captação e tratamento de água existentes operados pelo DMAE (Departamento Municipal de Água e Esgoto): o "Sistema Menino Deus" e o "Sistema São João".
Quanto ao tratamento de esgoto sanitário, também operado pelo DMAE, a Chácara das Pedras é abrangida pelo "SES Navegantes", um dos dez sistemas de esgotamento sanitário da cidade. No SES Navegantes, o bairro está enquadrado em subsistema vinculado à bacia do Arroio da Areia. Em dezembro de 2013, conforme o Plano Municipal de Saneamento Básico, mais da metade da área de abrangência do SES Navegantes (56,57%) continha redes coletoras do tipo separador absoluto, que convergiam para a estação de tratamento de esgoto ETE São João/Navegantes, a qual despeja os efluentes tratados no Canal dos Navegantes, junto ao Delta do Jacuí. Contudo, uma parte do SES Navegantes ainda contribuía com esgoto in natura para a bacia do Rio Gravataí (ao norte da Chácara das Pedras), através do Arroio da Areia. Para sanar isso, o mesmo plano determinava a construção de mais redes coletoras, a fim de atingir a pretendida universalização em 2030.

### Pontos de referência
Áreas verdes
- Praça Conselheiro Antônio Prado

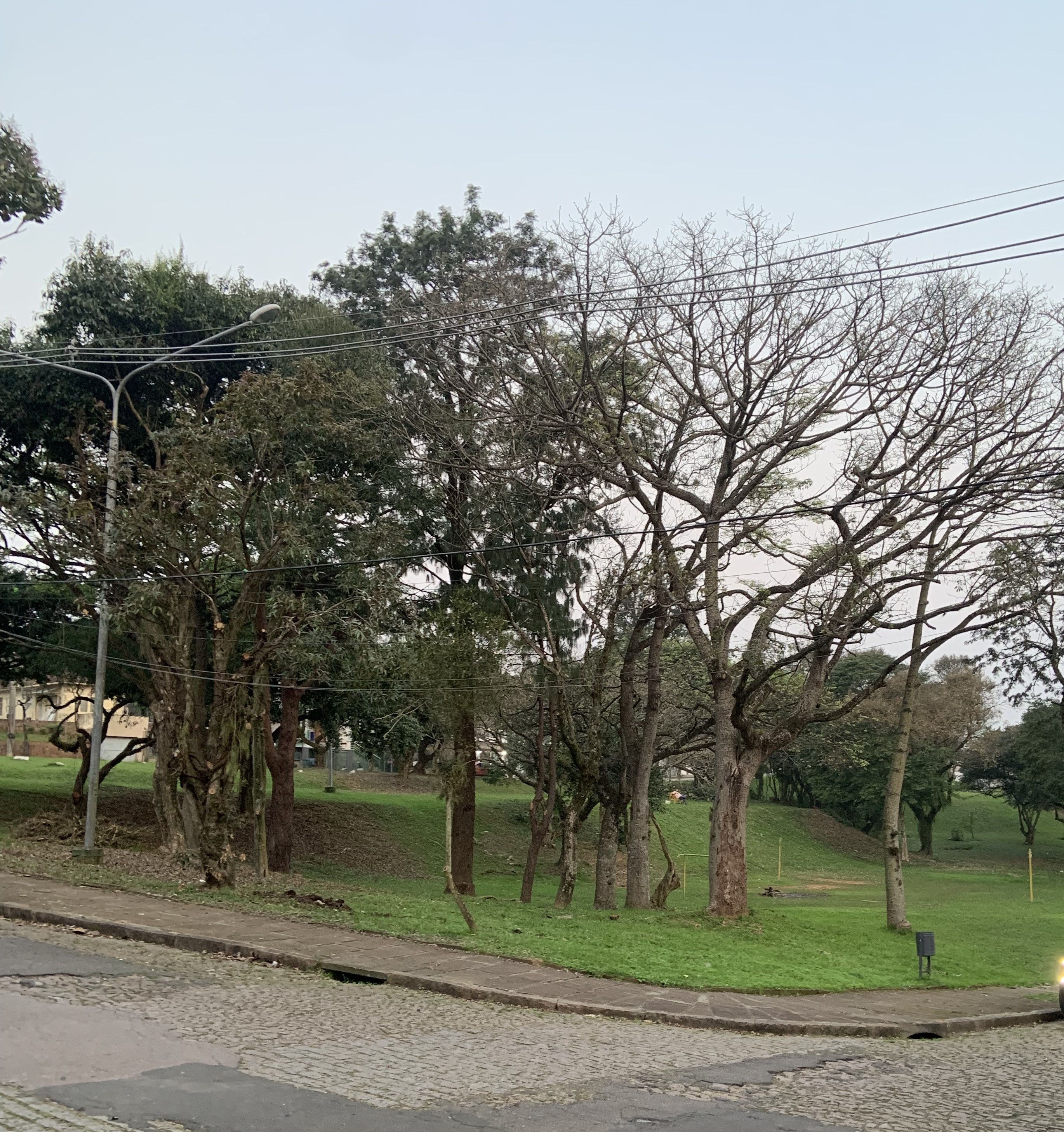
Praça Leandro Ferreira.

- Praça Dr. Celso Pedro Luft[55] (antiga "Praça Dr. Quintino Bocaiúva"[56])
- Praça Dr. Lopes Trovão[57]
- Praça Dr. Luis Franscisco Guerra Blessmann
- Praça Gilda Marinho
- Praça Joaquim Leite
- Praça Leandro Ferreira
- Praça Lima Duarte

Educação
- Escola de 1° Grau Dr. Prudente de Moraes
- Escola de Ensino Básico Monsenhor Leopoldo Höff

Outros
- Igreja Nossa Senhora do Perpétuo Socorro

## Limites atuais

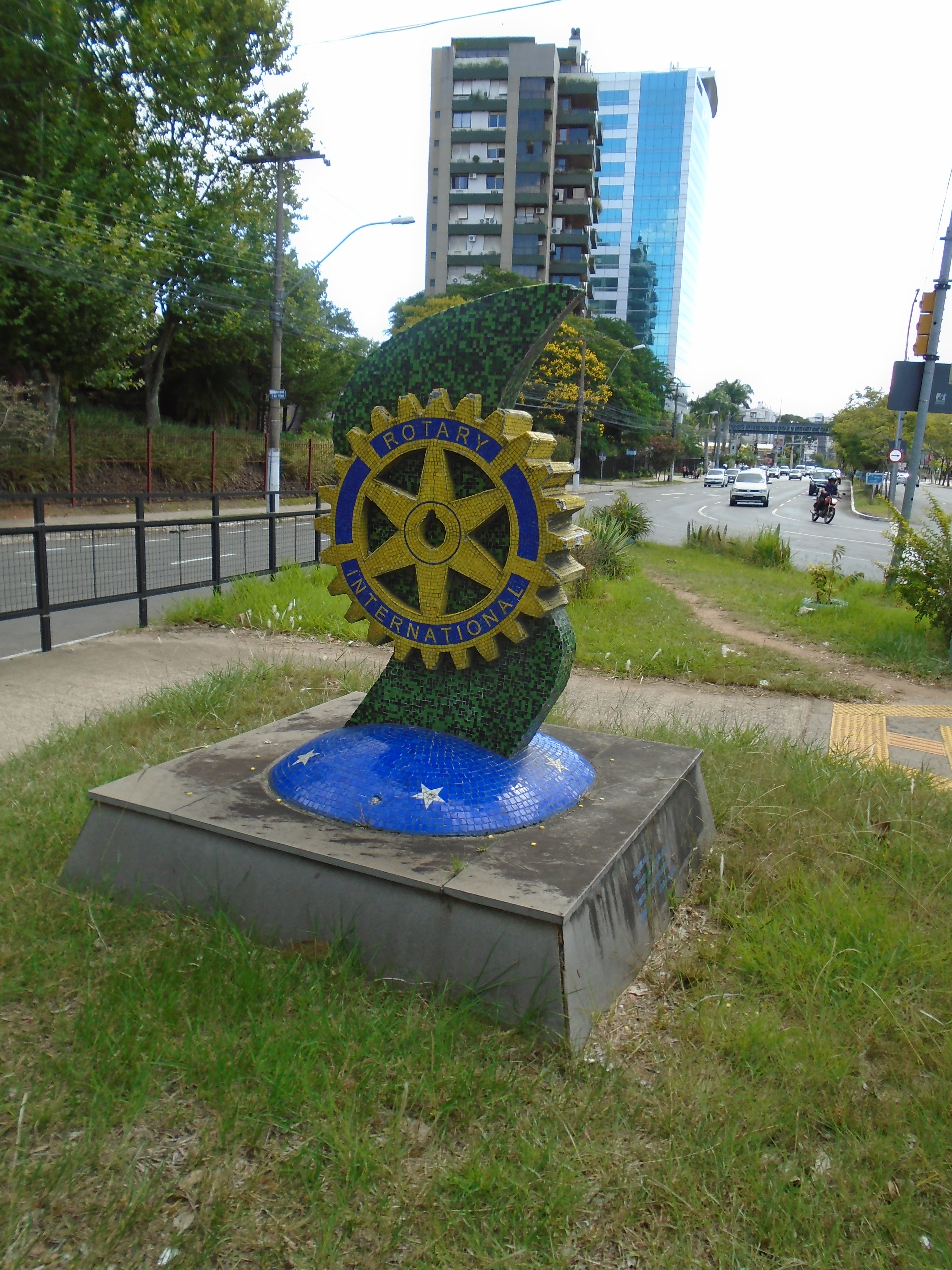
A Avenida Nilo Peçanha marca a divisão entre Chácara das Pedras e o Jardim Europa.

Ponto inicial e final: encontro da Rua João Paetzel com a Avenida Protásio Alves; desse ponto segue pela Avenida Protásio Alves até Rua General Barreto Vianna, por essa até a Avenida Doutor Nilo Peçanha, por essa até a Rua Teixeira Mendes, por essa até a Rua Carlos Huber, por essa até a Rua Gustavo Schmidt, por essa até a Rua Doutor Jorge Fayet, por essa até a Praça Doutor Luis Francisco Guerra Blessmann, por essa até a Rua João Paetzel, por essa até a Avenida Protásio Alves, ponto inicial.
Seus bairros vizinhos são: Três Figueiras (a oeste), Vila Jardim (a leste), Bom Jesus (ao sul) e Jardim Europa e Boa Vista (ao norte).

## Moradores ilustres
- Cláudio Taffarel, jogador de futebol;[58]
- Lorival Rodrigues, empresário, antigo dono do M.Grupo[59];
- Lya Luft, escritora e tradutora;[60]
- Maria do Rosário, política;[61]
- Valter Luiz Cardeal de Souza, engenheiro, ex-diretor da CEEE e ex-presidente da Eletrobrás[62];